# Museo de La Ligua

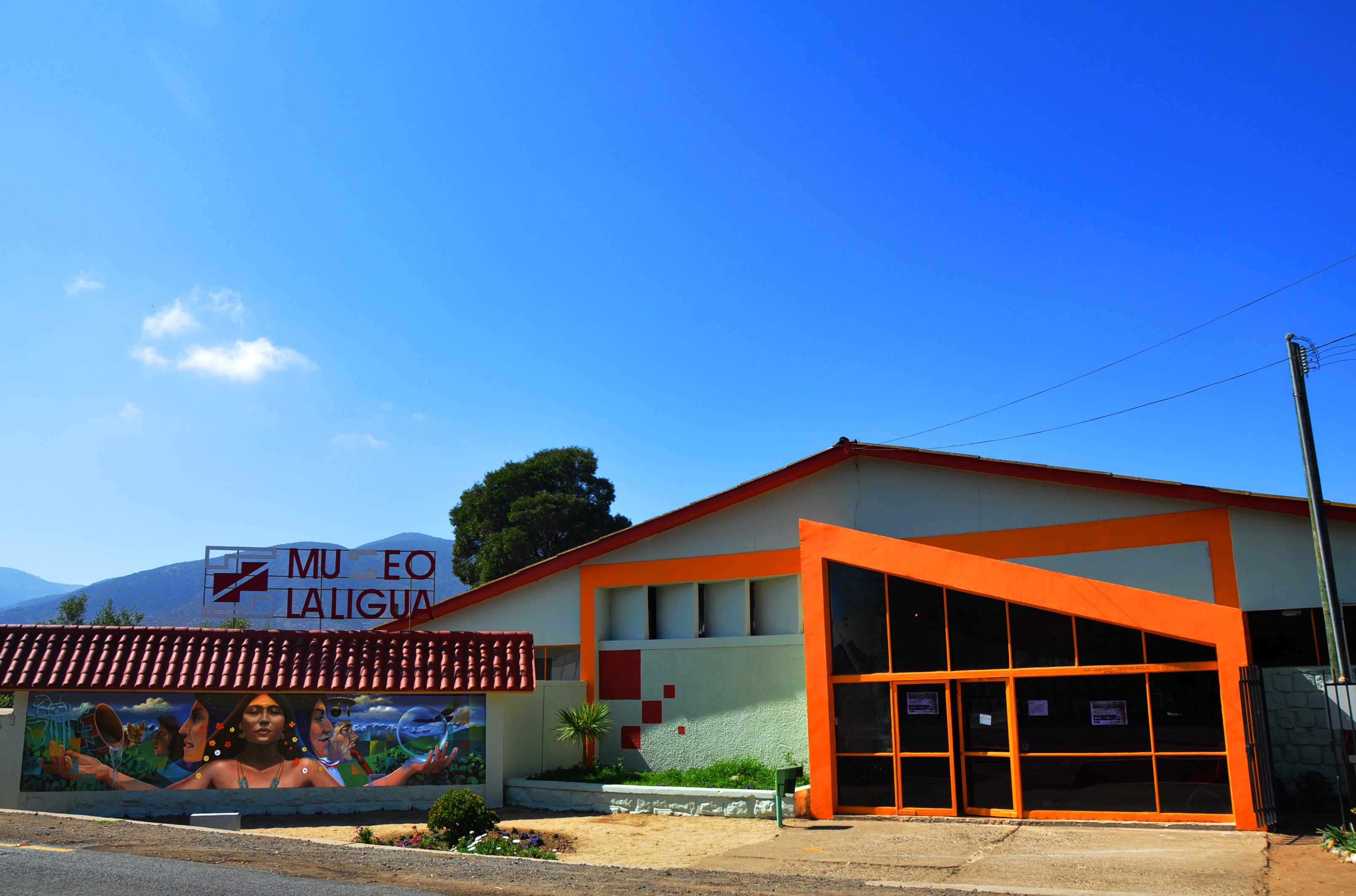
Frontis del Museo.

El Museo de La Ligua es una institución cultural perteneciente a la Ilustre Municipalidad de La Ligua, ubicada en la Provincia de Petorca, Región de Valparaíso, zona norte de Chile.
Su principal misión es el rescate del patrimonio de la provincia y de la zona centro-norte de Chile.
El Museo de La Ligua se constituye principalmente como museo arqueológico, pero también como museo histórico y de arte.

## Historia
El Museo nace de la Academia de Arqueología “Yacas”, grupo extraescolar del ex Liceo B-1 (actual Pulmahue) que desarrolla a fines de la década de los setenta y gran parte de la década de los ochenta importantes iniciativas de educación patrimonial, inéditas para la época en la zona. En sus viajes, a la largo de los valles de la provincia de Petorca, los alumnos se vinculan estrechamente con el legado cultural y milenario de los pueblos indígenas, que otrora habitaron la provincia, atesorando una gran variedad de piezas y objetos arqueológicos, conformando las primeras colecciones del Museo, las cuales eran exhibidas en ferias científicas de la región.
Producto del creciente interés de los jóvenes, integrante de la Academia “Yacas”, por poner en valor estas colecciones patrimoniales, las autoridades de la época colaboran en formar el primer museo de la ciudad de La Ligua, inaugurándose oficialmente el 29 de noviembre de 1985, ocupando como sede el antiguo matadero de la ciudad, el cual fue remodelado por los arquitectos Pablo Burchard Aguayo y Fernando Basilio Farías, iniciando sus primeras labores como un Museo de Bellas Artes.
A comienzo de la década de 1990, el museo comienza a orientar su misión hacia una institución de naturaleza histórica, destacando el interés por reconstruir la prehistoria e historia local de La Ligua, destacando la participación de los primeros profesionales del área de las ciencias sociales. Asimismo se consolida un equipo de trabajo, encabezado por Arturo Quezada Torrejón, fundador de la academia Yacas y del Museo, además del fortalecimiento de la gestión institucional que es reconocida por sus pares, lo que además contribuye al mejoramiento del equipamiento e infraestructura del edificio del Museo, destacando la construcción de nuevos espacios para las labores museísticas, entre los que destacan una Sala Audiovisual, un Archivo Histórico, y un Laboratorio y Depósito de Colecciones.
En el inicio del presente milenio se trabaja en estrechar los lazos con la comunidad, abriendo nuevos espacios, destacando la organización de exposiciones temporales, en donde artistas y gestores culturales exhiben sus obras y trabajos. 
En 2009, se pone a disposición de la comunidad, el Archivo Histórico y Centro de Documentación del Museo, con estándares de conservación, catalogación y atención a usuarios.
Actualmente el Museo continúa realizando una permanente labor de investigación, rescate, conservación, difusión y educación del patrimonio cultural y natural presente en la Provincia de Petorca; experiencia acumulada, que ha significado, por una parte, la promoción de nuestra Identidad cultural y de nuestras tradiciones, y por otro, la de consolidar su apuesta como institución educativa.

## Exposiciones Permanentes

### Sala Comunidad Viva
El espacio está dedicado al territorio de La Ligua, destacando sus paisajes naturales y sonoros, así como a sus habitantes, especialmente a las familias que han preservado con pasión y esfuerzo las tradiciones más representativas de la comuna. Entre estas destacan los emblemáticos tejidos y dulces de La Ligua, elementos que constituyen un sello distintivo de su identidad cultural. Este reconocimiento también abarca a los niños y niñas, cuyas creatividad e imaginación contribuyen a la construcción del futuro, y a los trabajadores y trabajadoras que fortalecen la comunidad local.

### Sala La Quintrala
Este personaje histórico del valle de La Ligua ofrece una visión del período colonial (siglos XVI y XVII), etapa en la que se dieron los primeros intentos de conformar la comuna como ciudad. Durante este tiempo, destacó la intensa actividad minera de oro en las faldas del cerro Pulmahue, un factor que tuvo un impacto significativo en la vida social de la época.

### Sala Mundo Prehispánico
Este espacio está dedicado a explorar los aspectos más destacados de la prehistoria de la provincia de Petorca, abarcando desde los inicios del poblamiento americano hasta la llegada de los incas y la influencia del Tawantinsuyu. Se presenta una visión actualizada de la historia cultural de las diversas comunidades que habitaron la región, destacando elementos como su economía, tecnología, organización social, patrones de asentamiento, religión y expresiones artísticas.
Además, incluye un espacio temático que recrea la vida cotidiana de las comunidades prehispánicas de la provincia. Su objetivo es ofrecer una perspectiva más accesible y humana de este extenso periodo de desarrollo cultural, mostrando la cotidianidad de los antiguos cazadores-recolectores del período arcaico en el área precordillerana, el arte rupestre y las comunidades costeras de inicios de la era cristiana, identificadas como la cultura Bato.

### Sala Pinacoteca
En el segundo nivel se encuentra un espacio dedicado a la exposición de una variada colección de obras donadas por destacados artistas locales, entre ellos Álvaro Pávez, Melissa Farías, Moisés Guerra, Francisco Fuentealba, Juan Carlos Ruiz, Carol Plaza, Jorge Salinas, Irma Órdenes, Arturo Quezada, Hernán Molina, Guillermo Muñoz y Claudia Muzzio. La muestra también incluye piezas de renombrados artistas nacionales como Pablo Burchard Aguayo, Francisca Sutil y Fernando Morales Jordán.

### Sala Religiosidad Popular
La religiosidad popular es un elemento fundamental de las identidades locales, representando un legado cultural que conecta con las raíces precolombinas de la región. Este espacio ofrece una experiencia sensorial que permite acercarse al fascinante mundo de la devoción popular. En él se destacan las principales fiestas religiosas de la zona, junto con los bailes y cofradías que forman parte integral de estas celebraciones.

## Galería de imágenes

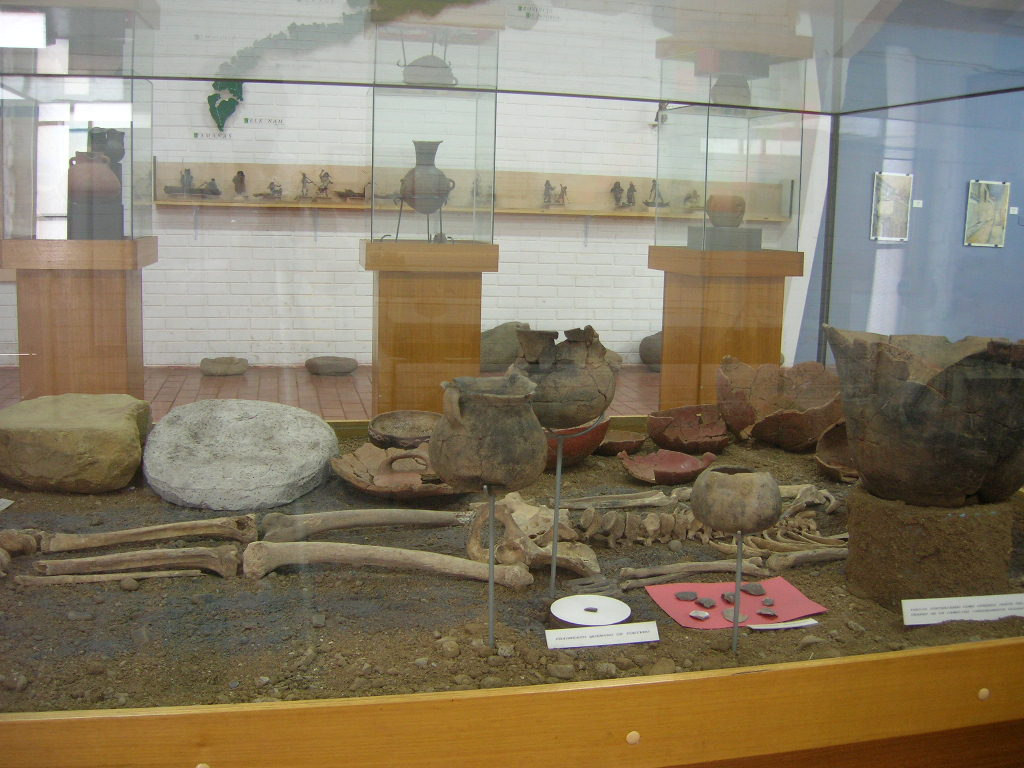
Sala Inca y Pueblos Originarios.
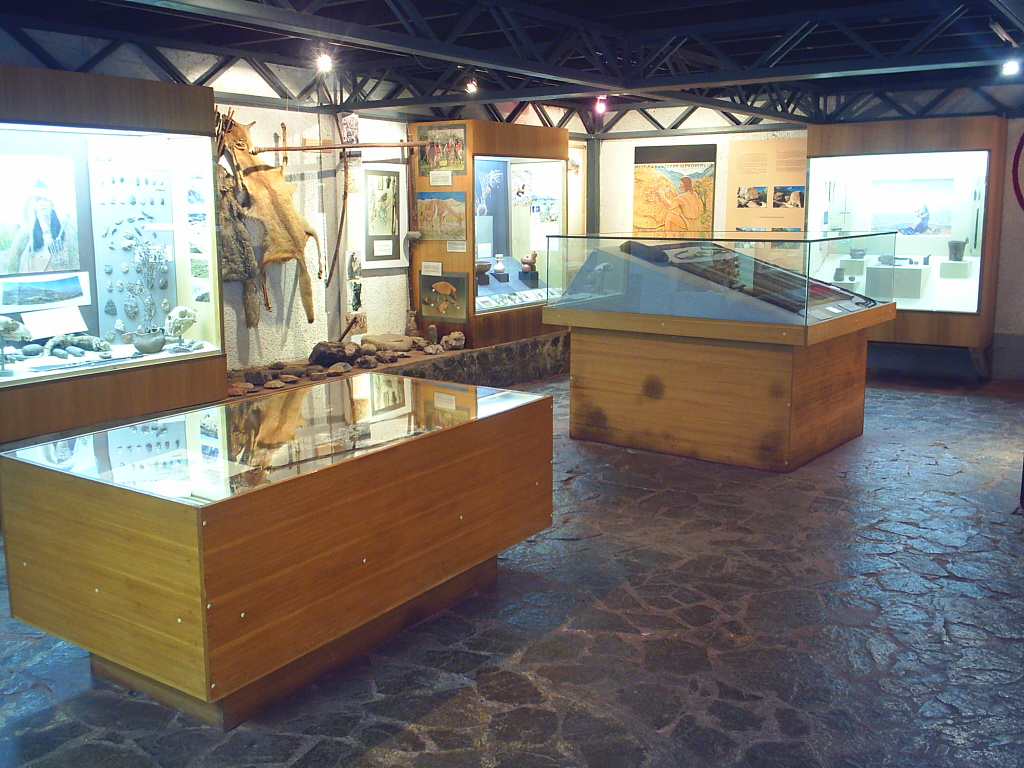
Sala Provincia de Petorca.
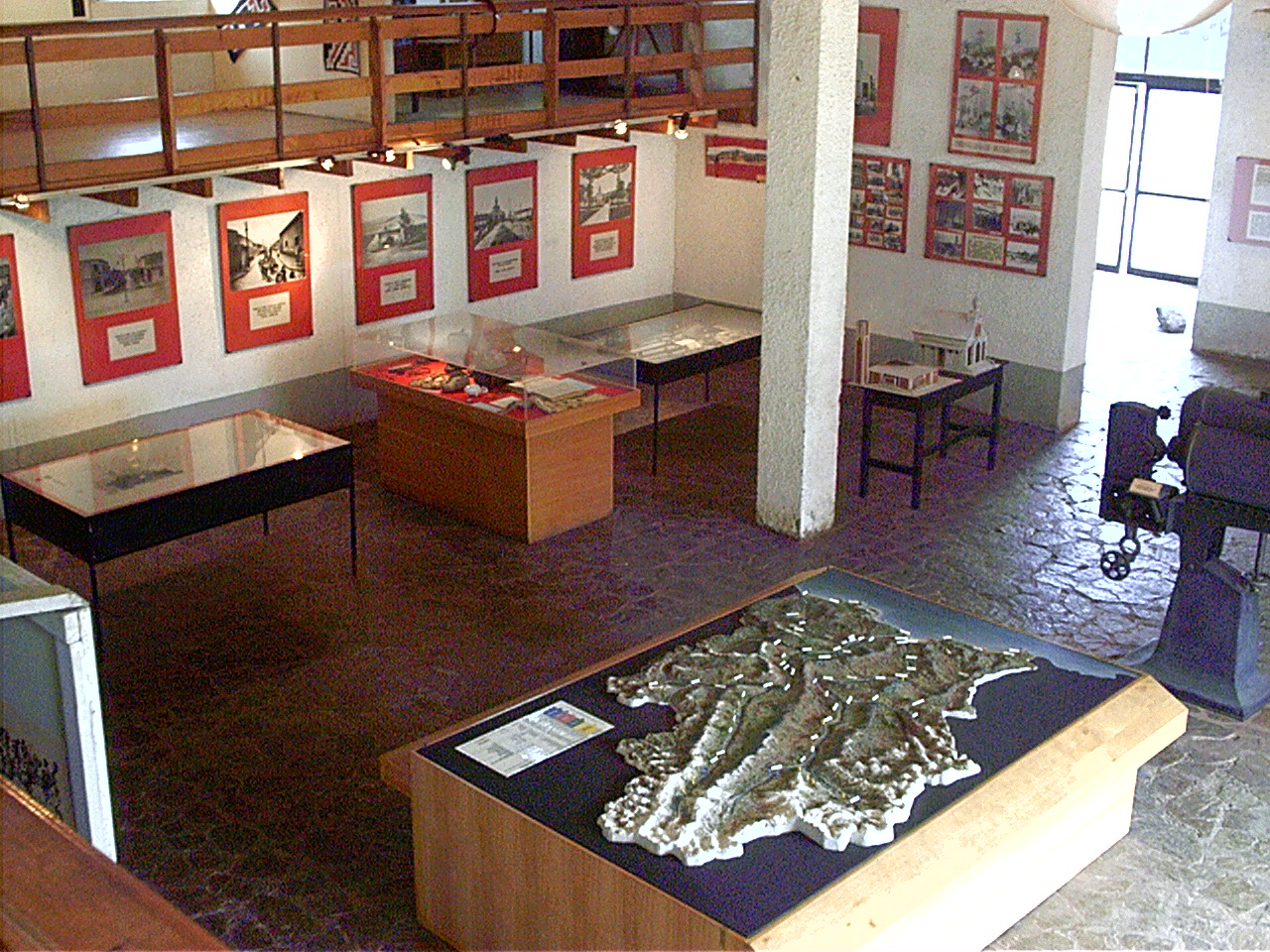
Sala La Ligua de Antes.
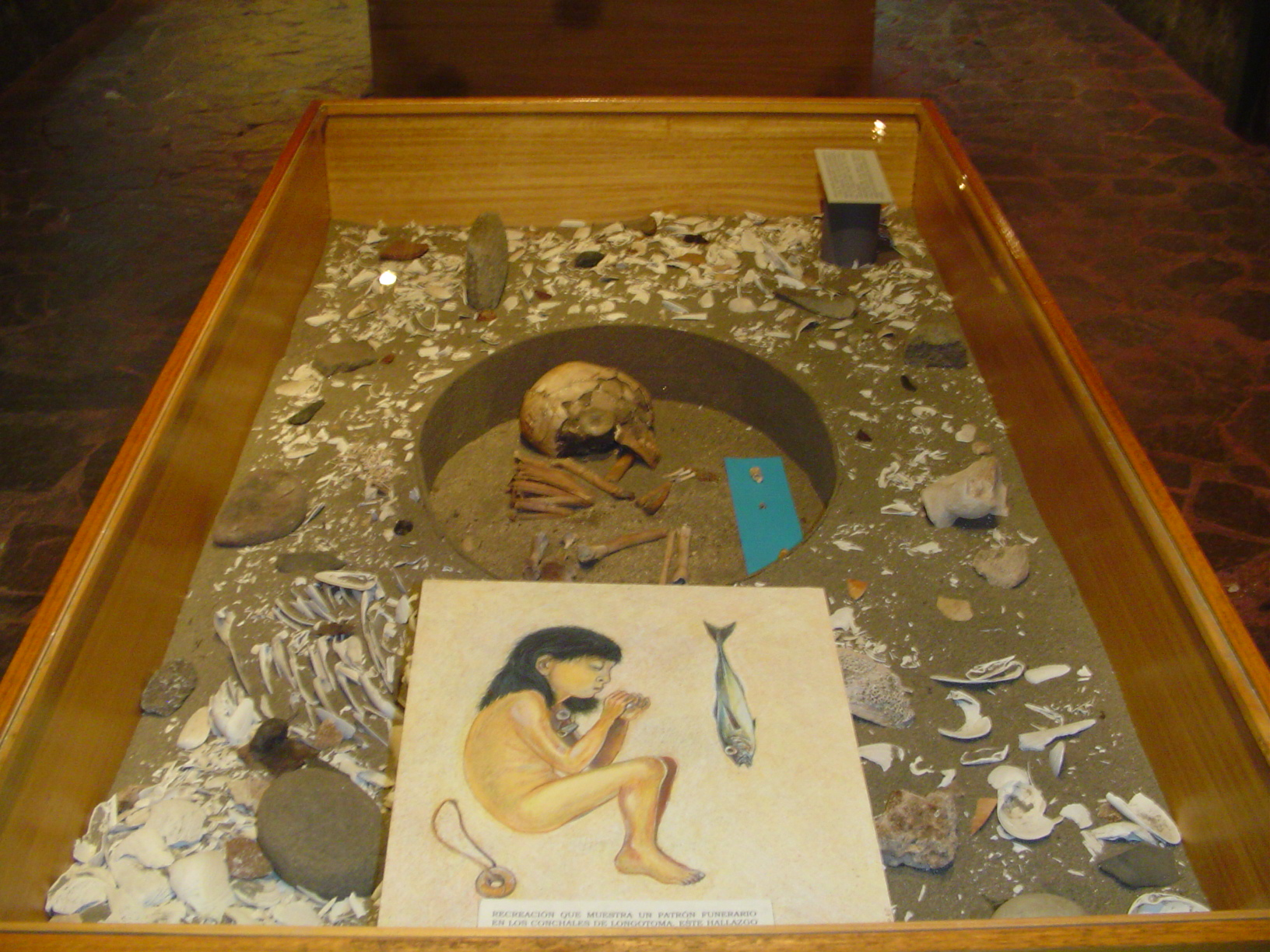
Niña de los Conchales.
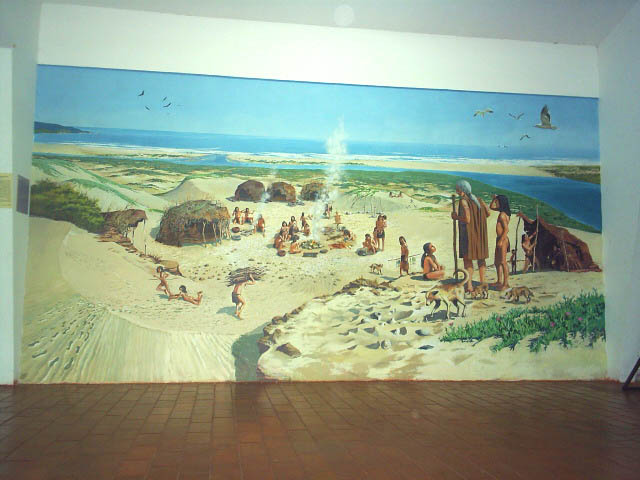
Mural Dunas de Longotoma.